# Erytrea
Erytrea, oficjalnie Państwo Erytrea (tigrinia ኤርትራ – Ertra, ሃግሬ ኤርትራ – Hagere Ertra; arab. ‏إرتريا‎ – Iritrija, ‏دولة إرتريا‎ – Daulat Iritrija) – państwo w Afryce Wschodniej, położone nad Morzem Czerwonym. Graniczy z Etiopią (912 km), Dżibuti (109 km) i Sudanem (605 km). Erytrea liczy 121,1 tys. km² powierzchni. W 2013 roku w Erytrei mieszkało 5,7 mln mieszkańców. Gęstość zaludnienia wynosi 47 osób na kilometr kwadratowy. W państwie obowiązują dwa języki urzędowe: arabski oraz tigrinia. W użyciu jest także język angielski. Stolicą Erytrei jest Asmara. W kraju obowiązuje waluta nakfa. Państwo dzieli się na sześć regionów. Kraj uzyskał niepodległość od Etiopii 24 maja 1993 roku.
Erytrea należy do Międzynarodowej Agencji Energii Atomowej, Międzynarodowej Organizacji Pracy, Międzynarodowego Banku Odbudowy i Rozwoju, Międzynarodowego Funduszu Walutowego, Organizacji Narodów Zjednoczonych oraz Unii Afrykańskiej.

## Geografia
Erytrea zajmuje północną część Wyżyny Abisyńskiej. Najwyższym szczytem jest Soira (według różnych źródeł Soira mierzy 3013 m lub 3018 m n.p.m.). Rozciągłość z północy na południe wynosi 950 km. Linia brzegowa jest słabo rozwinięta, w środkowej części Erytrei znajdują się głęboko wcięte w ląd zatoki. Przy zatokach znajdują się liczne wysepki oraz rafy koralowe (największy archipelag – Dahlak). Przybrzeżne niziny mają klimat zwrotnikowy suchy (roczne opady poniżej 200 mm). Niziny te są jednym z najgorętszych miejsc na Ziemi (średnia temperatura roczna wynosi 30 stopni Celsjusza). Na Wyżynie Abisyńskiej klimat jest bardziej wilgotny (roczne opady ok. 600 mm) i chłodniejszy.
Erytrea jest podzielona na 6 regionów administracyjnych (zobas), które z kolei są podzielone na dystrykty (sub-zobas).

## Demografia
Społeczeństwo Erytrei jest zróżnicowane. Tigrajczycy i ludy Tigre stanowią 81,4% mieszkańców, Afarowie – 5%, Saho – 5%, Bedża – 2,5%, Bilen – 2,1%, Kunama – 2%, Nara – 1,5%, Rashaida – 0,5%. Ludność posługuje się językami semickimi z grupy etiopskiej (tigrinia, tigre) i kuszyckimi (afar). Ważniejsze miasta to: Asmara, Massaua, Assab. Przyrost naturalny jest bardzo wysoki. W 2004 roku wyniósł 12,89‰, a w 2006 wzrósł do 24,9‰ W 2011 roku przyrost wyniósł 25‰. W 2006 roku analfabetyzm wyniósł 44%. Średnia długość życia wyniosła: 56 lat (mężczyźni), 60 lat (kobiety). Od uzyskania przez Erytreę niepodległości z państwa uciekło dziesięć procent mieszkańców.

## Ustrój polityczny
Głową państwa oraz szefem rządu jest prezydent wybrany przez parlament. Władza ustawodawcza należy do jednoizbowego parlamentu (Zgromadzenia Narodowego). W skład parlamentu wchodzi 150 osób. 75 członków pochodzi z Centralnej Rady Ludowego Frontu na rzecz Demokracji i Sprawiedliwości, pozostali są deputowanymi wybrani przez komitety regionalne Ludowego Frontu. 11 miejsc jest zarezerwowanych dla kobiet. Przewodniczącym Zgromadzenia Narodowego jest prezydent Erytrei. Władzę wykonawczą sprawuje rząd (Rada Państwowa), którą mianuje i kieruje prezydent. Konstytucję uchwalono w 1997 roku, choć do dzisiaj nie weszła ona w życie. Jedyną legalną partią w Erytrei jest Ludowy Front na rzecz Demokracji i Sprawiedliwości. Parlament po raz ostatni zebrał się w 2002 roku.

### Prawa człowieka
W Erytrei nie przestrzega się praw człowieka. Według działaczy praw człowieka, Erytrea jest państwem totalitarnym. W 2017 Erytrea znalazła się na 179. miejscu w rankingu organizacji obrony wolności prasy „Reporterzy bez Granic”, dotyczącego wolności mediów. W kraju nie ma niezależnych sądów ani mediów. Ostatni zagraniczny korespondent został wydalony z Erytrei w 2006 roku.
Tysiące mieszkańców Erytrei przetrzymuje się w więzieniu bez procesu sądowego i wyroku. Uwięzieni umieszczani są w blaszanych kontenerach albo w budynkach do połowy wkopanych w ziemię, gdzie panują bardzo trudne warunki oraz ekstremalne temperatury. Dochodzi w nich do stosowania tortur i innych okrutnych, nieludzkich oraz upokarzających metod lub kar. Jednymi z takich miejsc są obozy karne Sawa oraz Mai Serwa. Do 2013 roku w więzieniach przebywało z przyczyn politycznych około 10 tys. osób. Organizacja Human Rights Watch wydała raport, w którym opisała areszty, torturowanie mieszkańców i przymusową służbę w armii w Erytrei.
Cała ludność Erytrei zobowiązana jest do powszechnej służby wojskowej. Można do niej powołać każdego mężczyznę, który skończył 17 lat i ukończył szkołę. Służba może trwać do 70. roku życia. Oprócz tego można powołać każdą niezamężną kobietę. Służbę odbywa się w wojsku, ale istnieje także możliwość skierowania do cywilnej pracy w dowolnym miejscu kraju na czas nieokreślony. Według ONZ osoby powołane do wojska są w praktyce niewolniczą siłą roboczą. Wyjazd z kraju jest możliwy dopiero po odsłużeniu wojska.

## Historia

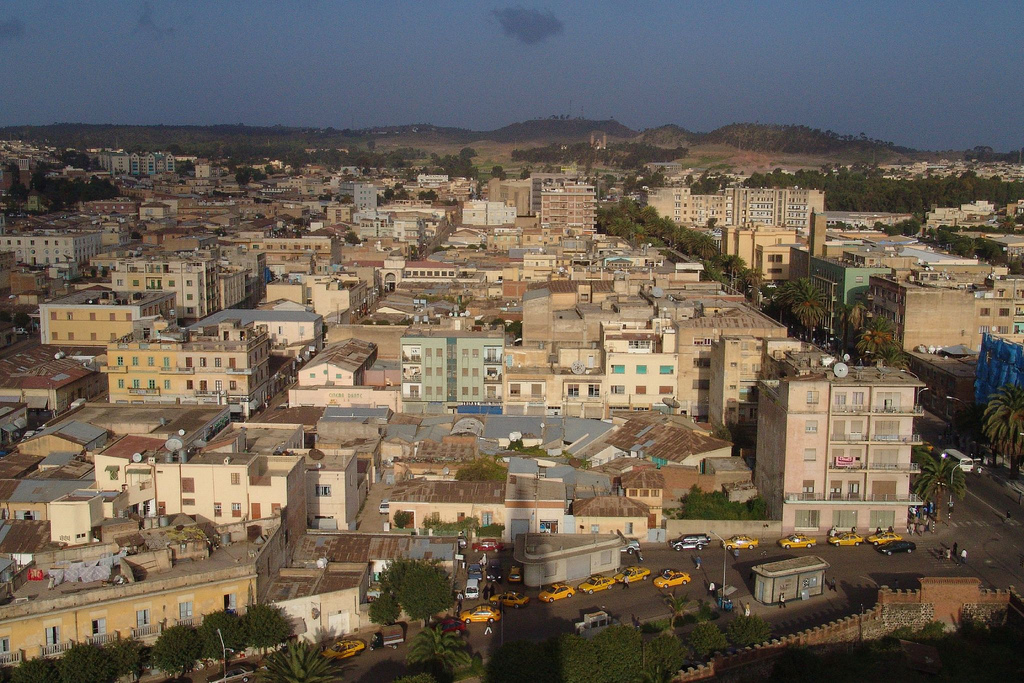
Asmara

Do VII wieku Erytrea była częścią Królestwa Etiopii. W średniowieczu nasiliły się w tym regionie wpływy arabskie – nie tylko kulturowe, ale i polityczne. W XVIII i XIX wieku Erytrea była kolonią należącą do Imperium Osmańskiego, następnie Egiptu i Etiopii. W 1882 roku rozpoczęła się penetracja Włoch. W 1890 roku Erytrea została włoską kolonią – na mocy traktatu z Ucialli ustalono granicę włosko-etiopską. Nowej kolonii nadano nazwę Erytrea (z łacińskiego Mare Erythraeum – Morze Czerwone). Kolonia stanowiła bazę podczas włoskiej inwazji na Etiopię w latach 1935–1936. Od 1936 do 1941 Erytrea, Etiopia oraz Somalia Włoska tworzyły Włoską Afrykę Wschodnią. Podczas włoskiego panowania Erytrea wyodrębniła się gospodarczo (ok. 80% wszystkich włoskich inwestycji zagranicznych). W 1941 roku Erytreę zajęła Wielka Brytania.
Na mocy decyzji Zgromadzenia Ogólnego ONZ 15 września 1952 roku Erytreę przekazano Etiopii jako sfederowaną z nią prowincję autonomiczną, która miała własny parlament i rząd. W 1962 roku zlikwidowano autonomię, zaś Etiopia anektowała Erytreę i przekształciła ją w prowincję. Z biegiem lat narastały tendencje separatystyczne. W latach 70. i 80. erytrejskie akcje partyzanckie przekształciły się w wojnę domową. Armia etiopska walczyła z erytrejskimi secesjonistami należącymi do muzułmańskiego Frontu Wyzwolenia Erytrei (ELF; założony w 1961 roku) oraz do Erytrejskiego Ludowego Frontu Wyzwolenia (EPLF; założony w 1970 roku). Największe walki toczyły się w okresie między detronizacją cesarza Hajle Syllasje a upadkiem marksistowskiego rządu wojskowego Mengystu Hajle Marjama (lata 1974–1991). W 1991 roku partyzanci przejęli kontrolę nad Erytreą – władzę objął tymczasowy rząd wyłoniony przez dominujące ugrupowanie – EPLF. Prezydentem został Isajas Afewerki – przywódca Erytrejskiego Ludowego Frontu Wyzwolenia. W wyniku referendum w kwietniu 1993 roku powstało niepodległe państwo. Miesiąc później Etiopia uznała nowe państwo.
Po ustanowieniu niepodległości przez Erytreę powołano przejściowy rząd na 4 lata. Prezydentem nowego państwa został Isajas Afewerki.
W 1998 roku wybuchła wojna z Etiopią. Przyczyną wojny były spory o przebieg wspólnej granicy (odziedziczonej po epoce kolonialnej). W wyniku działań wojennych zginęło ok. 120 tys. osób po obu stronach konfliktu. W grudniu 2000 roku podpisano porozumienie pokojowe – plan pokojowy przygotowała Organizacja Jedności Afrykańskiej. Planowane na 2001 roku wybory parlamentarne bezterminowo odroczono.
Pod koniec roku 2005 Erytrea zmusiła ONZ do ewakuowania ze swojego terytorium żołnierzy z Europy i Ameryki (zgodziła się na pozostanie żołnierzy z krajów Azji i Afryki).
W 2008 roku miał miejsce konflikt graniczny między Dżibuti i Erytreą, który pozostał nierozstrzygnięty. Podczas wojny w Somalii Erytrea wsparła kilkutysięcznym oddziałem Unię Trybunałów Islamskich. W 2010 roku miała miejsce bitwa pod Tsorona-Zalambessa z Etiopią.
W 2009 roku ONZ nałożył na Erytreę sankcje gospodarcze, zarzucając państwu wspieranie somalijskiej rebelii.
Od czasu obalenia Mu’ammara al-Kaddafiego tysiące Erytrejczyków przemierzają drogę przez Saharę i Morze Śródziemne do Europy. W 2011 roku do Europy dostał się niecały tysiąc erytrejskich uchodźców, a w 2015 do Europy dostało się ok. 50 tysięcy Erytrejczyków. Do czerwca 2016 roku niemal wszyscy uciekinierzy z Erytrei, którzy dostali się do Europy otrzymali status uchodźców politycznych. Ze względu na kryzys migracyjny spadła liczba osób, które otrzymały azyl polityczny. Część osób odesłano do Asmary.
21 stycznia 2013 roku grupa wojskowych (kierowana przez Saleha Osmana) rozpoczęła okupację ministerstwa informacji w Asmarze. Buntownicy domagali się reform. Grupa co najmniej stu żołnierzy, wspieranych przez czołgi, otoczyła budynek ministerstwa i rozpoczęła okupację. W tym czasie państwowa telewizja Eri-TV (mająca siedzibę w okupowanym gmachu) nadała komunikat buntowników, wzywający władze do uwolnienia więźniów politycznych i ratyfikacji konstytucji. Po kilku godzinach sygnał stacji zniknął, najprawdopodobniej odcięty przez władzę. Następnego dnia konfrontacja zakończyła się, gdy rząd zaakceptował żądania przywódcy buntowników. Według władz nie doszło do żadnego buntu.
Na początku czerwca 2016 roku śledczy z ONZ oskarżyli erytrejski rząd o zbrodnie przeciwko ludzkości (w tym zabójstwa, gwałty, tortury i niewolnictwo). Śledczy domagali się ukarania rządu sankcjami i ostracyzmem oraz postawienia członków rządu przed Międzynarodowy Trybunał Karny. Rząd z Asmary odrzucił oskarżenia.
9 lipca 2018 r. premier Etiopii Abiy Ahmed i prezydent Erytrei Isajas Afewerki podpisali w Asmarze porozumienie o nawiązaniu stosunków dyplomatycznych, przewidujące m.in. zwrot przez Etiopię Trójkąta Yirga.
2 marca 2022 podczas Zgromadzenia Ogólnego ONZ erytrejski rząd sprzeciwił się potępieniu Rosji, która dokonała zbrojnej agresji na terytorium Ukrainy.

## Gospodarka
Gospodarka Erytrei została zniszczona w wyniku wojny z Etiopią. Dużym problemem są susze, które powodują klęski głodu. Odbudowa infrastruktury rozpoczęła się w 2001 roku. Ze względu na stabilizację polityczną Erytrei udało się przyciągnąć inwestorów zagranicznych z USA i Europy Zachodniej w dziedzinie górnictwa i turystyki. W 2009 roku 17,3% mieszkańców pracowało w rolnictwie, 59,5% w sektorze usług, 23,2% w przemyśle.
W Erytrei uprawia się głównie zboża (proso, sorgo, jęczmień, kukurydza), orzeszki ziemne, bawełnę, kawę, tytoń. Hoduje się bydło, wielbłądy, owce, kozy. W Erytrei rozwinięty jest także zbiór miodu.
Przemysł skupia się głównie w stolicy – w Erytrei rozwinął się przemysł spożywczy, włókienniczy oraz skórzany. W kraju wydobywa się sól kamienną. Ponadto Erytrea posiada rudy żelaza, miedzi i manganu oraz złoto, które nie jest eksploatowane.
Tradycyjnym środkiem transportu są zwierzęta juczne. Erytrea posiada liczącą 306 km linię kolejową Massaua-Asmara-Bisha. Długość dróg kołowych wynosi 4 tys. km, z czego 874 km to utwardzone drogi. Ważniejsze porty morskie znajdują się w miastach Massaua oraz Assab. Międzynarodowy port lotniczy leży w Asmarze.
W 2007 roku wartość eksportu wyniosła 16,8 mln USD, a importu – 565,9 mln USD. Eksportuje się głównie bydło rzeźne, produkty rolne (kawę, zboża, owoce cytrusowe), sól i wyroby tekstylne. Importuje się głównie żywność, urządzenia przemysłowe, produkty naftowe i maszyny. Głównymi partnerami Erytrei w 2006 roku były: Włochy, Arabia Saudyjska, Chiny, Francja.

## Religia
Struktura religijna kraju według World Christian Database (WCD) z 2024 roku:
- islam – 51,2%
- chrześcijaństwo – 46,6% (głównie wyznawcy Erytrejskiego Kościoła Ortodoksyjnego)
- brak religii – 1,4%
- animizm – 0,64%
- inne religie – 0,1%.